# Claude de Longwy de Givry
Claude de Longwy de Givry, detto anche le Cardinal de Givry (Franca Contea, 1481 – Mussy-sur-Seine, 9 agosto 1561), fu un nobile francese che divenne vescovo e cardinale.
Era figlio di Philippe de Longwy, signore di Pagny e di Givry, e di Giovanna di Bauffremont, dama di Mirabeau. Era anche nipote d'Étienne de Longwy, vescovo di Mâcon e parente per parte di madre del cardinale Anne de Perusse d'Escars de Giury, O.S.B..

## Biografia
Studiò a Mâcon, presso la residenza dello zio vescovo, che successivamente si dimise lasciando al nipote la sede episcopale di Mâcon nel 1510.
Nel 1512 prestò giuramento di fedeltà al re di Francia, ma fece il suo ingresso ufficiale nella sua sede episcopale solo nel 1516, avendo viaggiato a lungo nel periodo intercorrente fra il suo giuramento e l'insediamento a Mâcon, fra Parigi, Milano e Roma.
Nel 1517 divenne abate commendatario dell'abbazia di Santa Croce di Poitiers. Partecipò agli Stati del Mâconnais, di Auxonne e della Borgogna. Nel 1528 venne eletto dal capitolo vescovo di Langres: in tale veste divenne, di diritto, duca di Langres e Pari di Francia.
Nell'autunno del 1532 si recò in Inghilterra, per compiere una missione per conto del re di Francia  Francesco I, in relazione alla richiesta di Enrico VIII d'Inghilterra di ottenere il divorzio da Caterina d'Aragona e poter sposare così Anna Bolena.
Nel concistoro del 7 novembre 1533 papa Clemente VII lo nominò cardinale prete con il titolo di Sant'Agnese in Agone. Svolse numerose missioni diplomatiche in Italia, viaggiando spesso fino alla data del suo decesso.  Dopo la morte, la sua salma venne inumata nella Cattedrale di San Mamete a Langres.

## La vita ecclesiastica
Nonostante l'intensa attività diplomatica e politica, Claude de Longwy de Givry si occupò molto del clero della sua diocesi compiendo di persona numerose visite pastorali. Si dedicò anche alla scrittura di testi liturgici ed ecclesiastici, redigendo breviari, rituali e messali.
Ebbe numerose commende per periodi più o meno lunghi: oltre all'abbazia di Santa Croce di Poitiers, ebbe la commenda della Cattedrale di Saint-Bénigne a Digione, quella del monastero agostiniano di Saint-Étienne, quella dell'abbazia di Braisne nella diocesi di Soissons, quella di Saint-Pierre-sur-Dive, e quella di Fontenay.

## Conclavi
Durante il suo cardinalato ebbero luogo cinque conclavi ma il cardinale de Givry partecipò a solo due di essi:
- primo conclave del 1555, che elesse papa Marcello II
- secondo conclave del 1555, che elesse papa Paolo IV

## Successione apostolica
La successione apostolica è:
- Cardinale Carlo di Lorena (1545)
- Vescovo Jean d’Amoncourt (1551)